# برستوواتس (لسکوواتس)

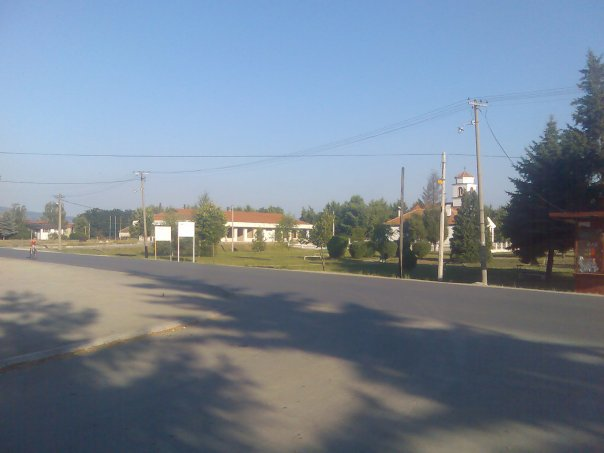
نمایه ای از برستوواتس

برستوواتس (به صربی: Brestovac) یک روستا در صربستان است که در لسکواس واقع شده‌است. برستوواتس ۲٬۰۶۳ نفر جمعیت دارد و ۱۹۹ متر بالاتر از سطح دریا واقع شده‌است.